# Блоссфельд, Гарри
Гарри Блоссфельд (англ. Harry Blossfeld, 1913—1986) — путешественник и собиратель растений и семян в Южной Америке.

## Краткая биография
Вместе с отцом Робертом Блоссфельдом владел крупной фирмой в Потсдаме. Предметом особого интереса была флора Бразилии, Перу и Аргентины.
В 1936 году отцом и сыном было найдено растение, которое позже было описано как типовой представитель рода, названного в их честь — Блоссфельдия (Blossfeldia Werderm. (1937)).
Также их именем назван вид Thrixanthocereus blossfeldiorum (Werderm.) Backeb. (1937).